# Hesperochernes shinjoensis
Espèce
Hesperochernes shinjoensis est une espèce de pseudoscorpions de la famille des Chernetidae.

## Distribution
Cette espèce est endémique du Japon. Elle se rencontre vers Kanezawa.

## Étymologie
Son nom d'espèce, composé de shinjo et du suffixe latin -ensis, « qui vit dans, qui habite », lui a été donné en référence au lieu de sa découverte, Shinjō.

## Publication originale
- Sato, 1983 : Hesperochernes shinjoensis, a new pseudoscorpion (Chernetidae) from Japan. Bulletin of the Biogeographical Society of Japan, vol. 38, p. 31-34.